# مورغان جارفيس
مورغان جارفيس هو مجدف كندي، ولد في 9 يناير 1983 في وينيبيغ في كندا.

## وصلات خارجية
- مورغان جارفيس على موقع الاتحاد الدولي للتجديف (الإنجليزية)
- مورغان جارفيس على موقع اللجنة الأولمبية الدولية (الإنجليزية)
- مورغان جارفيس على موقع أوليمبيديا (الإنجليزية)
- مورغان جارفيس على موقع اللجنة الأولمبية الكندية (الإنجليزية)